# Centruroides granosus
Centruroides granosus is een schorpioenensoort uit de familie Buthidae die voorkomt in Midden-Amerika. Centruroides granosus is 6 tot 8 cm groot.
Het verspreidingsgebied van Centruroides granosus Panama en mogelijk ook Costa Rica en Colombia. In Panama komt de soort voor in Bocas del Toro, Archipiélago de las Perlas, Herrera, Panamá en Darién.